# Finlandia (vodka)
Finlandia este o vodcă produsă în Finlanda din orz autohton și apă de izvor glacială. Orzul este distilat într-un spirt neutru folosind un sistem de distilare cu presiune multiplă, la o distilerie din satul Koskenkorva operată de Finlanda Altia Corporation. Alcoolul distilat este apoi transportat la o unitate de producție din satul Rajamäki, la aproximativ 45 km nord de Helsinki. În Rajamäki, spirtul este amestecat cu apă glacială, aromatizată (cu excepția ediției clasice non-aromată, 101 și „Platină”), apoi îmbuteliat.
Brandul Finlandia a fost înființat în 1970 de către Alko, compania de băuturi alcoolice a statului. Un an mai târziu, marca a devenit prima vodcă scandinavă vândută în Statele Unite ale Americii. Finlandia este acum deținută de Brown-Forman Corporation. Vodca Finlandia este distribuită în 135 de țări și este în general asociată cu Finlanda pe piața internațională. Aromele includ afine (din 1994), lime (1999), mango (2004), merișoare (2004), fructe de pădure (2005), grapefruit (2006), mandarine (2009) și coacăze negre (2009).

## Istoric
Distileria care produce vodka Finlandia a fost fondată în 1888 de către Dr. Wilhelm Juslin într-un sat mic finlandez, Rajamäki. Astăzi, în același loc istoric încă se mai produce și se îmbuteliază vodka Finlandia.
În 1920, după adoptarea legii privind interzicerea alcoolului în Finlanda, distileria Rajamäki a fost cumparată de statul finlandez pentru a asigura necesarul de alcool pentru aprovizionarea farmaciilor și pentru alte scopuri ce nu implicau bauturile. Când legea a fost anulată în anul 1932, statul a preluat controlul exclusiv la productia de vodca.
În 1970, Alko, compania de stat producătoare de alcool, a stabilit numele de brand ca Finlandia. Un an mai târziu Finlandia a devenit primul brand scandinav de vodca vândut în Statele Unite,  precum și primul importator de vodca clasificat într-o categorie premium.
În 1975, o nouă fabrică de băuturi alcoolice a fost construită la Rajamaki, Finlanda, iar operațiunea de distilare a fost centralizată la Koskenkorva în 1987.
În anul 2000, compania privată, cu sediul în SUA, Brown-Forman Corporation a achiziționat 45% din compania Finlandia Vodka din toata lumea, cu capital de stat Altia Grup, un succesor al Alko, care a pastrat 55% din dreptul de proprietate. Doi ani mai târziu, Brown-Forman a dobândit o suplimentare de 35% din actiunile Finlandia Vodka. În 2004, Brown-Forman a achiziționat restul de 20% din Finlandia Vodka și-a asumat dreptul de proprietate 100% în brand.

## Producție
Finlandia vodka este produsă din orz de șase rânduri cultivate în Finlanda și apă de primăvară glaciară pură.
La sediul din Koskenkorva aflat în Finlanda de vest, distilarea initiala a orzului fermentat are loc în șapte cilindri cu o înălțime medie de 25 de metri, folosind sistemul de distilare cu multi-presiune Altia. Restul de impurități, inclusiv letală de metanol precum și de fuzel, alcooli, uleiuri, sunt eliminate pentru ca spirtul de cereale sa fie mutat într-un proces continuu de distilare prin mai mult de 200 de pași. întregul proces de producție, de la cereale zdrobire până cand spiritul neutru final iese din cilindri, durează aproximativ 50 de ore.
Produsul final, un spirt de cereale de 96,5% volum, este apoi transportat aproximativ 315 kilometri (196 mile), la sud de sediul istoric al băuturilor alcoolice în satul Rajamäki, in apropiere de Helsinki. Orzul distilat se diluează cu apă glacială din Rajamäki de primăvară. Pentru că apa este în mod natural filtrată prin nisip și morenă format prin topirea ghețarilor în timpul epocii de Gheață, nu se folosesc deionizare, osmoza tratament sau alte metode de purificare artificială — spre deosebire de alte tipuri de vodka
Apa răcită și încălzită utilizata pe tot parcursul procesului este recirculat într-un sistem închis pentru a controla în mod eficient temperatura și să păstreze consumul apei la un nivel minim.

## Soiuri

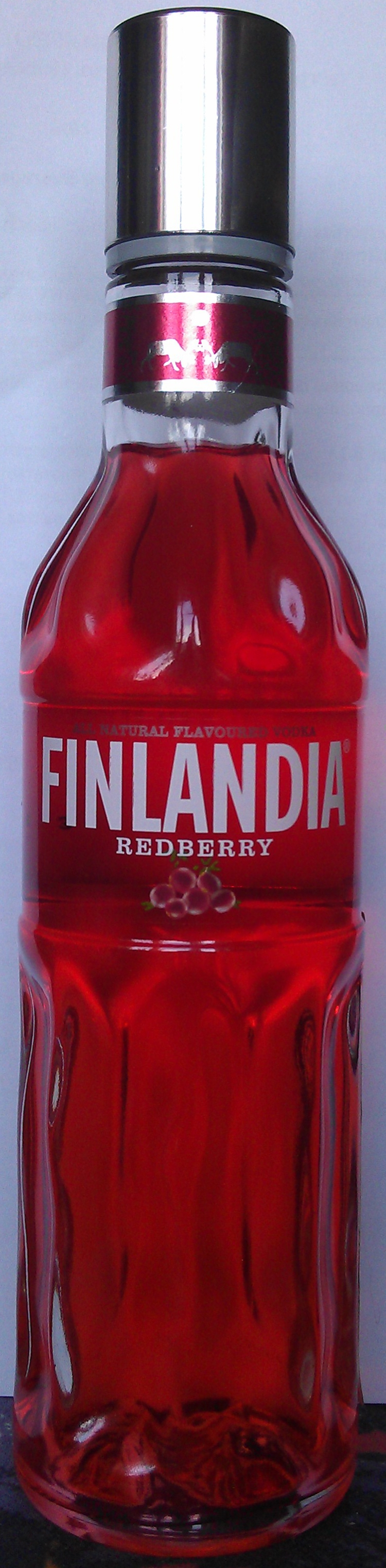
Finlandia Izo Zakład Izolacji Ogniotrwałych Sp

Finlandia este disponibilă în formă pură (alcool distilat + apă) și în mai multe variante aromate.
| Numele                   | Lansat | Descriere |
| ------------------------ | ------ | --- |
| Finlandia Clasic         | 1970   | Pure vodka 40%, 80% în alcool |
| Finlandia Cranberry      | 1994V  | Vodca cu aromă de afine |
| Finlandia Lime           | 1999   | Vodca cu aromă de lămâie |
| Finlandia Mango          | 2004   | Vodca cu aromă de mango |
| Finlandia Redberry       | 2004   | Vodca cu aromă de merișoare |
| Finlandia Grapefruit     | 2006   | Vodca cu aromă de grepfrut |
| Finlandia Blackcurrant   | 2009   | Vodca cu aromă de coacăze negre |
| Finlandia Tangerine      | 2009   | Vodca cu aromă de mandarine |
| Finlandia Raspberry      | 2011   | Vodca cu aromă de zmeură |
| Finlandia 101            | 2011   | Vodca pură 50,5%, 101 tărie |
| Finlandia Platinum       | 2011   | Vodca pură 40%, 80% concentrație alcoolică, într-o ediție limitată. Aceeași apă, spirt și distilare ca Finlandia Clasic. Diferența e în rețetă și lemnul de mesteacăn, pentru înmuiere. Produs de mână în mici loturi limitate; fiecare sticla este numerotată. |
| Finlandia Coconut        | 2014   | Vodca cu aromă de nucă de cocos |
| Finlandia Nordic Berries | 2015   | Vodca cu aromă de afine, merișoare și mure |